# Have You Seen Your Mother, Baby, Standing in the Shadow?
《Have You Seen Your Mother, Baby, Standing in the Shadow?》是英国摇滚乐队滚石的一首歌。它最早是在1966年9月以单曲形式发行。单曲的B面是一首布鲁斯风格的歌，《Who's Driving Your Plane？》。
这首歌由米克·贾格尔和凯斯·理查兹创作，于1966年夏末录制。这首歌由于歌曲中加入的管乐（由Mike Leander编排）而出名，它是滚石第一首加入管乐的歌曲，也是最初使用吉他回授的歌曲之一。但滚石说他们并不喜欢这首歌最后的版本，他们对从初版中削减掉的强节奏组感到惋惜。
单曲在英国和美国出版后（这是滚石首次在美国出版单曲），分别达到过排行榜的第五和第九位。单曲因封面上乐队穿着异性服装而著名。Peter Whitehead为这张单曲制作的宣传影片是最早的音乐电视之一。
因为乐迷们都很喜欢，滚石的很多合集中都有它的身影，其中包括Big Hits (High Tide and Green Grass)（作为开场曲），Forty Licks（标题简写为了“Have You Seen Your Mother Baby?”）。现场专辑Got Live if You Want It!也有收录。
1966年的巡演过后，滚石就没再在现场表演过这首歌了。但是米克·贾格尔1993年在纽约宣传他的专辑Wandering Spirit的个人演出上表演过它。

## 乐手
- 米克·贾格尔 - 主音
- 凯斯·理查兹 - 吉他，和声
- 布莱恩·琼斯 - 吉他
- 比尔·怀曼 - 贝斯
- 查利·沃茨 - 鼓
- 伊恩·斯图尔 - 键盘
- 未知艺术家 - 管乐